# ウィリアム・チャンドレス

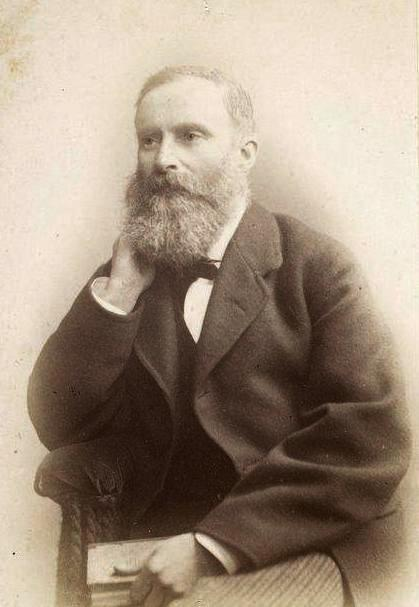
ウィリアム・チャンドレス、1880年撮影。

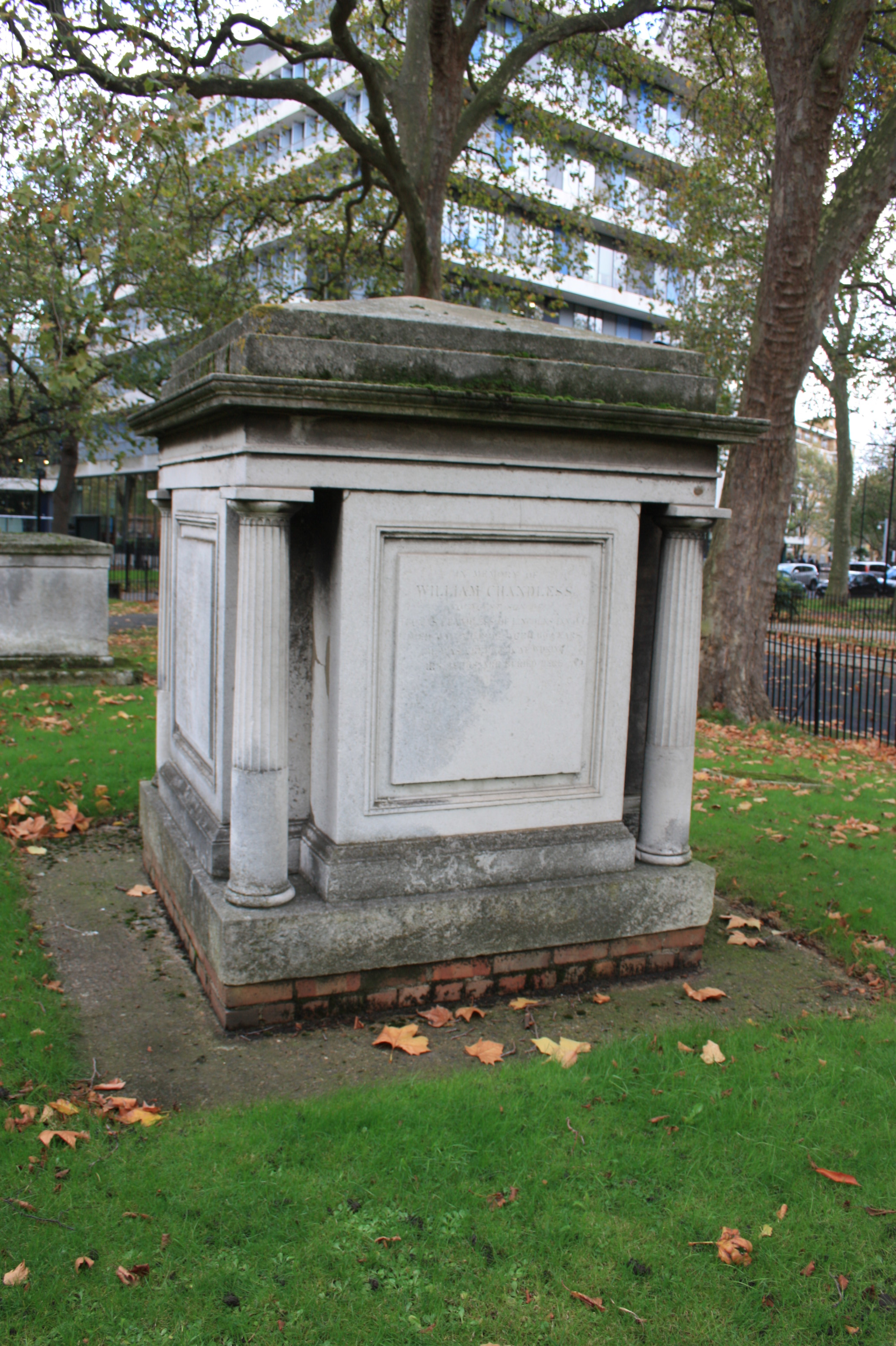
パディントンのセント・メアリズ教会にあるチャンドレスの墓。

ウィリアム・チャンドレス（William Chandless、1829年11月7日 - 1896年5月5日）は、1860年代にアマゾン盆地を探検した、イングランド出身の探検家。

## アマゾンでの活動
アマゾンに居住していた時期には、マナウス（後のアマゾナス州の州都）に居を構え、そこからアマゾン川南側の支流を探検し、様々な先住民と接触した。アラワ語族の命名の由来となったアラワ語は、死語となっているが、その存在は、チャンドレスが1867年に収集した僅かな語彙集によってのみ伝えられている。
チャンドレスは、自身の探検の報告書を、王立地理学会に書き送っており、その内容は、学会誌に掲載された。1866年には、プルス川の調査に対して、王立地理学会から金メダル（パトロンズ・メダル）を贈られた。

## 死と残されたもの
チャンドレスは、ロンドンで死去し、パディントンのセント・メアリズ教会の北東の一角にある、おじヘンリー・ゴア・チャンドレス（Henry Gore Chandless、1802年 - 1893年2月6日）、祖父トマス・チャンドレス（Thomas Chandless、1760年 - 1823年4月11日）と一緒の、特徴ある印象的な墓に埋葬された。
2003年、ブラジルのペルーとの国境に近い一帯に、チャンドレス州立公園が設定されたが、この名称はチャンドレスを讃えたものである。この公園内を流れる川のひとつにも、チャンドレスの名が付けられている。